# Carl Adolph Heinrich Hess
Carl Adolf Heinrich Hess (født 1769 i Dresden, død 3. juli 1849 i Wilhelmsdorf ved Wien) var en tysk maler og kobberstikker. 
Efter at være uddannet i maler- og kobberstikkunst i Dresden rejste Hess i begyndelsen af 19. århundrede til Wien. Her udfoldede han en betydelig virksomhed, blev professor ved akademiet og malede fortræffelige hestebilleder, som han gerne selv gengav i reproduktion. Hans hovedværk er: De uralske kosakkers march. På vidtstrakte rejser vandt han et enestående kendskab til hesteracerne; han udgav blandt andet Die Reitschule oder Darstellung der natürlichen und künstlichen Ganges der Campagnepferde (12 kobbere).